# Gai Lutaci Càtul
Gai Lutaci Càtul (en llatí: Gaius Lutatius C. f. C. n. Catulus) va ser un magistrat romà del segle iii aC. Era probablement el pare del cònsol Gai Lutaci Càtul, i formava part de la gens Lutàcia, una antiga família romana d'origen plebeu.
Va ser elegit cònsol l'any 242 aC junt amb Aulus Postumi Albí. La Primera Guerra Púnica durava ja des de feia més de vint anys i les dues parts estaven esgotades per la llarga lluita, però cap d'elles volia mostrar defalliment. Després de la presa de la ciutat de Panorm l'any 250 aC, els romans ocupaven pràcticament tot Sicília amb l'excepció de Lilibèon, Drèpana i el campament fortificat d'Èrix, però aquestes fortaleses havien desafiat fins aquell moment tots els esforços per part dels romans, que no podent actuar per mar, els bloquejava per terra, mentre Hamílcar Barca reclutava un exèrcit per poder enfrontar-se als romans a camp obert. Els cartaginesos dominaven el mar, perquè els romans, desacreditats per la pèrdua de quatre grans flotes en un període molt curt (255-249), no tenien més de 600 vaixells, després de la gran victòria d'Adhèrbal sobre Publi Claudi Pulcre a la batalla de Drèpana el 249 aC van abandonar completament la seva flota. El Senat, convençut que només hi havia un camí cap a l'èxit, estava decidit a fer un esforç desesperat. Es va construir ràpidament una flota de 200 vaixells de guerra amb una rapidesa sorprenent, principalment mitjançant préstecs voluntaris de particulars, i es va ordenar als dos cònsols que prenguessin el comandament. Postumi Albí, que era flamen marcial, tenia prohibit per part del pontífex màxim sortir de la ciutat, i el seu lloc va ser ocupat per Quint Valeri Faltó, que llavors era pretor. Lutaci, abans de sortir, neguitós pel resultat d'una empresa tan important, va decidir consultar l'oracle de la fortuna a Preneste, tot i que això estava prohibit, ja que per un general romà no era lícit consultar altres déus que els que hi havia a la ciutat de Roma.
Però una vegada construïda la nova esquadra, es va dirigir ràpidament a Sicília a principis d'estiu, quan la marina enemiga encara estava hibernant a Cartago. Immediatament va ocupar el port de Drèpana i va assetjar la ciutat. Però en l'aferrissada lluita que va seguir per ocupar la ciutat, Lutaci va rebre una ferida greu que el va obligar a suspendre la lluita per un temps. Mentrestant va entrenar els mariners de la flota en maniobres tàctiques i rapidesa.
Una poderosa flota va sortir de Cartago en socors de la ciutat sota comandament de Hannó, carregada de subministraments i màquines de guerra, però amb una tripulació reunida molt ràpidament i sense entrenament. Polibi diu que la intenció d'Hannó era arribar en secret a Èrix, desembarcar les forces d'atac i els subministraments, unir-se a Amílcar i combatre els romans per terra, però Lutaci es va assabentar d'aquest pla i li va sortir a l'encontre. Els cartaginesos van arribar a l'illa d'Egusa, al costat de Lilibèon el 10 de març del 241 aC, i allí es van trobar amb els romans. Les naus cartagineses no podien maniobrar en la seva posició, carregades com anaven i amb mariners no gaire experts, i van ser derrotades en la batalla de les Egusses. Roma va establir la superioritat naval a la Mediterrània Occidental.
Lutaci que volia fer la pau abans d'acabar el seu mandat, es va dirigir a Hamílcar Barca, el comandant cartaginès a terra, i aviat es va concloure un acord, amb la condició que els cartaginesos evacuarien Sicília i no farien la guerra a Hieró II de Siracusa o als seus aliats, retornarien els presoners romans i pagarien 2.200 talents eubònics en 20 anys com a compensació de guerra.
El senat romà no va aprovar l'acord i va enviar una comissió que finalment va decidir doblar la quantitat de compensació i reduir el pagament a la meitat del termini, i els cartaginesos havien d'evacuar també les altres illes entre Itàlia i Sicília.
Al seu retorn Lutaci va demanar els honors del triomf que es va celebrar el 4 d'octubre del 241. Faltó es va oposar al triomf perquè Lutaci estava ferit i va tindre una part menor en la batalla final, però no va ser escoltat escoltat. Per celebrar la seva victòria, Lutaci va construir un temple en honor de Juturna al Camp de Mart.